# سال‌چینه

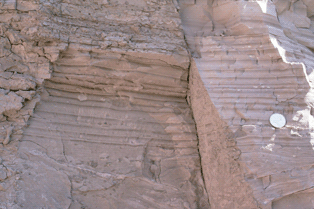
سال‌چینه‌های سن پلیستوسن در پرتگاه‌های اسکاربرو، تورنتو، انتاریو، کانادا. ضخیم‌ترین سال‌چینه‌ها بیش از نیم اینچ ضخامت دارند.

در زمین‌شناسی، به لایه‌های ریز رسوبی که در هر سال در یک تودهٔ آب نهشته می‌شود سال‌چینه (انگلیسی: Varve) گفته می‌شود.
سال‌چینه یک لایه رسوبی است که در طول یک سال در دریاچه‌ها یا دریاهای آرام تشکیل می‌شود. هر سال‌چینه از دو لایه تشکیل شده است: یک لایه روشن‌تر و ضخیم‌تر که در طول فصل گرم و پربارش سال تشکیل می‌شود و یک لایه تیره‌تر و نازک‌تر که در طول فصل سرد و کم‌بارش سال تشکیل می‌شود. این لایه‌ها به دلیل تفاوت در اندازه ذرات، ترکیب مواد آلی و معدنی و سرعت رسوب‌گذاری از یکدیگر متمایز می‌شوند.
سال‌چینه‌ها می‌توانند اطلاعات ارزشمندی در مورد شرایط محیطی گذشته، مانند تغییرات دما، بارش، فعالیت‌های زیست‌شناختی و رویدادهای زمین‌شناسی مانند فوران‌های آتشفشانی یا زمین‌لرزه‌ها، ارائه دهند. با شمارش سال‌چینه‌ها در یک توالی رسوبی، می‌توان سن نسبی رسوبات را تعیین کرد و تغییرات محیطی در طول زمان را بازسازی کرد.
مطالعه سال‌چینه‌ها در زمینه‌های مختلفی مانند دیرین‌اقلیم‌شناسی، زمین‌شناسی، باستان‌شناسی و حتی پزشکی قانونی کاربرد دارد.
از میان سنگ‌های موزون متعددی که در پرونده‌های زمین‌شناسی وجود دارد، سال‌چینه‌ها یکی از مهم‌ترین و روشنگرترین‌ها در مطالعات مربوط به تغییرپذیری و تغییر اقلیم گذشته هستند. سال‌چینه‌ها در میان کوچک‌ترین مقیاس رویدادهایی هستند که در چینه‌شناسی تشخیص داده می‌شوند.
یک لایه سالانه می‌تواند بسیار مشهود باشد زیرا ذراتی که در بهار به دلیل قدرت جریان بیشتر وارد لایه می‌شوند بسیار درشت‌تر از ذراتی هستند که در اواخر سال رسوب می‌کنند. این یک جفت لایه - یکی درشت و یکی ریز - برای هر چرخه سالانه تشکیل می‌دهد. سال‌چینه‌ها فقط در آب شیرین یا آب لب‌شور تشکیل می‌شوند، زیرا سطح بالای نمک در آب دریا معمولی باعث لخته‌سازی رس به دانه‌های درشت می‌شود. از آنجایی که آب‌های شور در تمام طول سال ذرات درشت را به جا می‌گذارند، تشخیص لایه‌های منفرد در آب‌های شور تقریباً غیرممکن است. در واقع، لخته‌سازی رس در قدرت یونی بالا به دلیل فروپاشی لایه الکتریکی مضاعف (EDL) رس رخ می‌دهد، که الکترواستاتیک بین ذرات رس با بار منفی را کاهش می‌دهد.
در زمین‌شناسی، شمارش سال‌های رسوب‌گذاری دریاچه که برای گاه‌شماری نهشته شدن رسوبات به کار می‌رود، سن‌یابی سال‌چینه‌ای نام دارد.
به لایه‌های ریز رسوبی که در هر سال توسط یخسار نهشته می‌شود «سال‌چینهٔ یخساری» گفته می‌شود.

## تاریخچه تحقیقات سال‌چینه

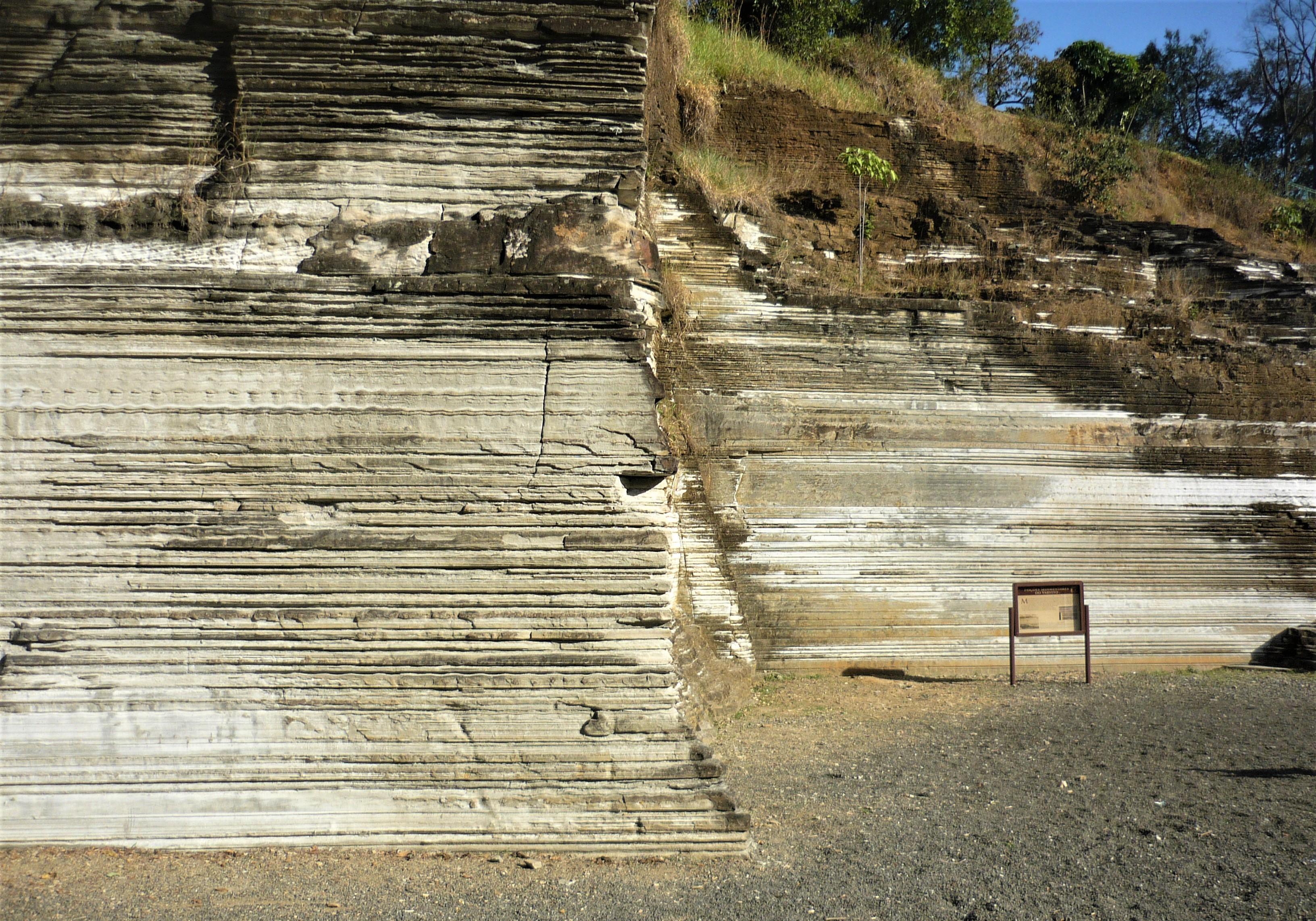
پارک زمین‌شناسی با سال‌چینه‌ها در ایتو، برزیل.

اگرچه اصطلاح سال‌چینه تا اواخر قرن نوزدهم معرفی نشد، اما مفهوم ریتم سالانه رسوب‌گذاری دست‌کم دو قرن قدمت دارد. در دهه ۱۸۴۰، ادوارد هیچکاک گمان می‌کرد که رسوبات لایه‌ای در آمریکای شمالی می‌تواند فصلی باشد و در سال ۱۸۸۴ وارن آپهام فرض کرد که زوج‌های لایه لایه روشن-تیره نشان دهنده رسوب یک سال هستند. به‌رغم این تلاش‌های اولیه، پیشگام اصلی و مروج تحقیقات سال‌چینه گرارد دگیر (Gerard De Geer) بود. دگیر هنگام کار برای سازمان زمین‌شناسی سوئد، متوجه شباهت بصری نزدیکی بین رسوبات لایه‌ای که در حال نقشه‌برداری بود و درخت‌گاه‌شماری شد. این امر او را بر آن داشت تا پیشنهاد کند که زوج‌های درشت-ریز که اغلب در رسوبات دریاچه‌های یخچالی یافت می‌شوند، لایه‌های سالانه هستند.
اولین گاه‌شناسی سال‌چینه توسط دگیر در استکهلم در اواخر قرن نوزدهم ساخته شد. کارهای بعدی به زودی دنبال شد و شبکه‌ای از مکان‌ها در امتداد ساحل شرقی سوئد ایجاد شد. رسوبات سال‌چینه‌ای که در این مکان‌ها نمایان شده‌اند، در شرایط دریاچه‌ای یخبندان و دریایی یخبندان در حوضه بالتیک تشکیل شده‌اند زیرا آخرین ورقه یخ به سمت شمال عقب‌نشینی کرده است. در سال ۱۹۱۴، دگیر کشف کرد که می‌توان توالی‌های سال‌چینه را در فواصل طولانی با تطبیق تغییرات در ضخامت سال‌چینه و لایه‌های نشانگر متمایز مقایسه کرد. با این حال، این کشف منجر شد که دگیر و بسیاری از همکارانش همبستگی‌های نادرستی ایجاد کنند، که آن‌ها آن را «ارتباطات از راه دور» بین قاره‌ها می‌نامیدند، فرآیندی که توسط سایر پیشگامان سال‌چینه مانند ارنست آنتوان مورد انتقاد قرار گرفت.
در سال ۱۹۲۴، مؤسسه زمین‌گاه‌شناسی، یک آزمایشگاه ویژه اختصاص داده شده به تحقیقات سال‌چینه تأسیس شد. دگیر و همکاران و دانشجویانش به کشورهای دیگر و قاره‌ها سفر کردند تا رسوبات سال‌چینه‌ای را بررسی کنند. ارنست آنتوان مکان‌هایی را از لانگ آیلند، ایالات متحده آمریکا تا دریاچه تیمیسکامینگ و خلیج هادسون، کانادا مطالعه کرد و یک گاه‌شناسی سال‌چینه آمریکای شمالی ایجاد کرد. کارل کالدنیوس از پاتاگونیا و تیرا دل فوئگو بازدید کرد و اریک نورین از مرکز آسیا بازدید کرد. در این مرحله، زمین شناسان دیگر در حال بررسی توالی‌های سال‌چینه بودند، از جمله متی سائورامو که یک گاه‌شناسی سال‌چینه از آخرین یخ‌زدایی در فنلاند ساخت.
سال ۱۹۴۰ شاهد انتشار یک مقاله علمی کلاسیک توسط دگیر، Geochronologia Suecica بود که در آن مقیاس زمانی سوئد، یک گاه‌شناسی سال‌چینه شناور برای عقب‌نشینی یخ از اسکونه به ایندالسلون را ارائه کرد. Ragnar Lidén اولین تلاش‌ها را برای پیوند این مقیاس زمانی با امروز انجام داد. از آن زمان، با کشف سایت‌های جدید و ارزیابی مجدد سایت‌های قدیمی، تجدیدنظرهایی صورت گرفته است. در حال حاضر، گاه‌شناسی سال‌چینه سوئد بر اساس هزاران سایت است و ۱۳۲۰۰ سال سال‌چینه را پوشش می‌دهد.
در سال ۲۰۰۸، اگرچه تصور می‌شد که سال‌چینه‌ها اطلاعات مشابهی را به درخت‌گاه‌شماری ارائه می‌دهند، اما برای استفاده در مقیاس زمانی طولانی مدت «بسیار نامطمئن» در نظر گرفته شدند. با این حال، تا سال ۲۰۱۲، سال‌چینه‌های «گم شده» در توالی دریاچه سوئیگتسو در پروژه دریاچه سوئیگتسو ۲۰۰۶ با همپوشانی چندین مغزه و تکنیک‌های بهبود یافته شمارش سال‌چینه شناسایی شدند و مقیاس زمانی را به ۵۲۸۰۰ سال افزایش دادند.

## تشکیل
سال‌چینه‌ها در انواع محیط‌های رسوبی اقیانوسی و دریاچه‌ای از تغییرات فصلی در سنگ‌های آواری، فرآیندهای رسوبی زیست‌شناختی و شیمیایی تشکیل می‌شوند.
کهن‌الگوی کلاسیک سال‌چینه یک زوج لایه روشن/تیره است که در یک دریاچه یخچالی رسوب می‌کند. لایه روشن معمولاً شامل یک لایه نازک درشت‌تر است، گروهی از لایه‌های همگن، متشکل از لای و ماسه ریز که در شرایط انرژی بالاتر رسوب می‌کنند، زمانی که آب ذوب شده بار رسوبی را وارد آب دریاچه می‌کند. در طول ماه‌های زمستان، زمانی که ورودی آب ذوب شده و رسوب معلق مرتبط کاهش می‌یابد، و اغلب زمانی که سطح دریاچه یخ می‌زند، رسوب ریز به اندازه رس رسوب می‌کند و یک لایه نازک تیره رنگ را تشکیل می‌دهد.
علاوه بر تغییرات فصلی فرآیندهای رسوبی و رسوب‌گذاری، تشکیل سال‌چینه نیازمند عدم وجود برهم‌زدگی زیستی است. در نتیجه، سال‌چینه‌ها معمولاً در شرایط آب‌های بی‌اکسیژن تشکیل می‌شوند.
یک نمونه دریایی شناخته شده از رسوبات سال‌چینه، نمونه‌هایی هستند که در حوضه سانتا باربارا، در سواحل کالیفرنیا یافت می‌شوند. یکی دیگر از سوابق طولانی رسوبات سال‌چینه، سابقه دیرینه‌دریاچه‌ای حوضه Piànico–Sèllere (جنوب آلپ) است. در اینجا، بخش لایه آواری هر سال‌چینه به عنوان نماینده ۷۷۱ سیل باستانی که در طول یک دوره بین یخبندان در پلیستوسن به مدت ۹٫۳ هزار سال رخ داده است، استفاده شد.